# Mátyás Sándor
Házastársai Pintér Aranka 1950-1977
- Mátyás Sándor (Szentes, 1908. szeptember 24. – Szentes, 1987. január 27.) magyar-latin-görög-francia-orosz-angol szakos középiskola tanár, a hódmezővásárhelyi Bethlen Gábor Gimnázium, majd a szentesi Horváth Mihály Gimnázium pedagógusa. Műfordítói tevékenysége, valamint Németh László íróval való barátsága révén a magyar irodalomtörténetbe is bevonult.

## Származása, iskolái
Egyszerű iparoscsaládban született. Édesapja Mátyás József mázolómester, édesanyja Kovács Julianna volt. Apja az első világháborúban hősi halált halt. Édesanyja ezt követően varrásból tartotta el gyermekeit, ám az éjjel-nappal tartó fizikai munka annyira megviselte szervezetét, hogy megbetegedett és 1918 karácsonyán tüdőbajban elhunyt. Az árván maradt testvéreket, Mátyást és Katalint nagyapjuk nevelte.
A református elemi iskolát kitűnő eredménnyel végezte el, majd 1919-ben a szentesi gimnáziumba iratkozott be, ahol 1927-ben jelesre érettségizett. Innen került Debrecenbe, ahol a Tisza István Tudományegyetem bölcsészkarának hallgatója lett. Magyar-görög-latin-francia szakosként tanult, és tanulmányi eredményei alapján mindig ingyenes és ösztöndíjas volt. 1932-ben tanári oklevelet, 1933-ban a bölcsészettudomány doktora diplomát szerezte meg magyar, latin és francia nyelvből, valamint irodalomból. 1933 őszén beiratkozott az Eötvös Loránd Tudományegyetem angol szakára. Az iskolát levelező tagozaton végezte el, diplomáját 1936-ban vehette át. Mindeközben az elnyert ösztöndíjaknak köszönhetően Európa számos egyetemén megfordult: többek között járt Olaszországban, Görögországban, Angliában is. Franciaországban a nancy-i egyetem bölcsészkarán egy évet töltött el. Élete során összesen nyolc nyelven tanult meg – ógörög, újgörög, latin, olasz, francia, angol, német, orosz – így szinte valamennyi európai klasszikust eredetiben olvashatta.

## A tanári pályán

### Hódmezővásárhely
1933-tól a Bethlen Gábor Gimnázium nyelvtanára volt egészen 1948-ig. A tanárság mellette a város szellemi életének aktív munkása. Választmányi tagja volt a Tornyai Társaságnak, mely célul tűzte ki a városban működő, valamint vele kapcsolatban álló írók és művészek támogatását, a helytörténet kutatását. Mátyás Sándor a Társaság gondozásában megjelenő Puszták Népe c. lap, valamint a Délsziget és – 1945 után – az Alföldi Ujság c. szociáldemokrata lap szerkesztőbizottságában is munkát vállalt. Alapító tagja volt továbbá a szegény, de tehetséges tanyai gyermekek ingyenes oktatását célul kitűző Cseresnyés Kollégiumnak.
1945-től három tanéven át dolgozott együtt Németh Lászlóval, akinek egy ajánlója is volt a vásárhelyi tanárságra. Az íróval később sem szakadt meg a kapcsolata, élethosszig tartó baráti levelezést folytattak egymással.

### A szentesi gimnáziumban
1948-ban saját kérésére a szentesi Horváth Mihály Gimnáziumba helyezték át. Még ebben az évben felvételt nyert a budapesti Lenin Intézetbe, és levelező tagozaton orosz szakos tanári diplomát szerzett. 1949 és 1956 között hét éven át kizárólag oroszt tanított. Ez idő alatt ajánlották fel számára a soproni Erdőmérnöki Egyetem idegen nyelvi lektorátusának vezetését (vendégtanárként tanított az intézményben), később a szegedi József Attila Tudományegyetem angol tagozatának adjunktusi tisztségére kapott ajánlatot. Ő azonban ragaszkodott szülővárosához: „Ha bárhova elmegyek, hazafelé mindig biztonsággal jövök, mert hiszem, hogy szülővárosomért nem hiába dolgoztam, s mert a hűség nagy erény." 1968-ban vonult nyugdíjba. Pedagógiai hitvallását a következőképp foglalta össze:
Nem tartozom az élvonalra törtető emberek közé, de szerényen szűk körömben igyekszem sugározni a jót, a példásra törekvés nagyságát, a mindig tanulni vágyás eszméjét, és ma is mindig tanulok. Diákjaimat is ebben a szellemben neveltem. Tanítgattam őket a harcrakész keménységre és kiegyensúlyozott életvitelre, mértéktartásra, kötelességtudásra és szorgalomra, a minőségi tudásra való törekvésre.
Mindezek szellemében 1983-ban egykori iskolatársával, Papp Gézával közösen alapítványt tett a magyar és az angol nyelv tanulásában kiemelkedő eredményt elérő gimnazisták részére.
Személyisége, tudása révén rendkívüli tekintély és tisztelet vette körül tanártársai, de a diákság részéről is. Sajátos hipochonder természete, humora, utánozhatatlan hangsúllyal elmondott csipkelődései, a műszaki dolgokban való járatlansága visszaemlékezések, anekdoták formájában maradtak fenn.
Halála után felesége is összegyűjtötte személyes emlékeit néhai férjéről, annak személyiségét kettejük kapcsolatának szűrőjén keresztül mutatja be. Késői vallomás című írása őszinte, szép, stílusában is igényes lírai napló. Jelenleg kézirat formájában olvasható.

## Barátsága Németh Lászlóval
1945. július 23-án Mátyás Sándor javasolta a vásárhelyi gimnázium igazgatójának Németh László meghívását egészség-tanárnak és iskolaorvosnak. Az ajánlásban közrejátszott, hogy Mátyás Sándor akkor már évek óta személyes jó ismerőse volt az írónak. Miután Németh László elfogadta a Bethlen Gábor Gimnázium meghívását, Vásárhelyre költözött. Kettejük barátsága ekkor mélyült el igazán. Az író a Vásárhelyi évek című életrajzi írásában mutatja be egykori kollégáját:
A nyugati ’preciozitást’ Mátyás Sándor képviselte; az én agglegény tanártársam. Finom ízlésű stiliszta volt (Márai, Huxley, Pristley voltak az írói), akit én legalább fordításra szerettem volna felbiztatni, de aggodalmas gátoltsága, amelyet mint kitűnő humorú ember még túlzott is, diákjai gyötrésén kívül minden más foglalkozásra alkalmatlanná tette.
Az író a Hódmezővásárhely című írásának Egy pillantás a jövőbe c. fejezetében is ír barátjáról.
Kérlek, angolul tanulok, – mondja nekem, amikor jól elkülönített lakásában találkozunk, s kérdem, mit csinál. Amiben azonkívül, hogy aligha van középiskolai tanár, aki jobban tud nála angolul, az a humor, hogy igaz. – S mi a célod vele? – Egy tanárnak mégiscsak illik a szakmájával foglalkoznia. Az idén ugyanis az öt szaknyelv közül az angolt bízták rá, minden osztályban egy tucat gyerekkel, amivel nagyon meg van elégedve. Ha jól kialszom magam – mert mindig álmatlanságban szenved – fölülök a katedrára, s egy órán át angolul beszélek; nem érti senki, de én jól elszórakoztatom magam.
Az Égető Eszter című regényében ugyancsak feltűnik a jó barát: Bozsó Mátyás gimnáziumi tanárt az író Mátyás Sándorról mintázta. Kapcsolatukról legtöbbet kettejük levelezéséből tudhatunk meg. Mátyás Sándor minden levelében hatalmas tisztelettel és bensőséges szeretettel írt Németh Lászlónak, akit az 50-es években igyekezett rávenni, hogy Szentesen telepedjen le. Az író hajlott is erre, de végül objektív okok miatt mégsem költözhetett. Mátyás Sándor egyik 1961-ben írott levelében így fogalmaz:
Drága Lacikám … mindig az az érzésem, hogy itt kellene laknod, ebben a vastag falú alacsony kis gerendás szobában. Majdnem olyan a csend, mint Sajkodon, késő őszig nyílnak a virágok az ablakok alatt, sok a puha szőnyeg; kényelmes, széles az ágy; már szeptemberben újra melegít a kályha, mindig kedélyes és bőséges a vacsora, az ebéd… Folytassam? Kevesebb aszkézisféle, s több kényelem, több a földi javakból. S most engedd meg, hogy születésed napjának alkalmából elmondjam azt is, hogy életem legnagyobb élményének, talán egyetlen áldásának azt a kivételes szerencsét tartom, hogy megismerhettelek, tanulhattam Tőled, s néhány évig a közeledben élhettem. Büszke vagyok rá, de mint szent titkot őrizgetem mégis, hogy tehettem Veled néhány magányos sétát, hogy annyiszor elbeszélgethettünk, hogy érdektelen kis ügyeimmel Hozzád fordulhattam, hogy elkísérhettelek egy-egy vidéki előadásra, s ott melletted ülhettem … Köszönetet mondok most Neked, s szeretnék nagyon hálás lenni ezekért a nagy élményekért.
Levelezésüket Mátyás Sándor felesége, Mátyás Sándorné Báthory Katalin rendezte sajtó alá 1991-ben „A boldog korszak” címen.

## Műfordítói tevékenysége
Több külföldi novellát, regényrészletet, színdarabot fordított le, melyek eleinte nem keltettek különösebb visszhangot. Polner Zoltán költőhöz írt levelében írja, hogy „… legnagyobbrészt az íróasztalom fiókjának fordítgattam …” Virginia Woolf két regényének fordítása azonban meghozta Mátyás tanár úr számára ilyen téren is az elismerést. A Világítótorony című Woolf regényt 1971-ben a Magvető Kiadó jelentette meg Mátyás Sándor fordításával és előszavával, 1987-ben újra kiadta az Európa Kiadó, majd 2014-ben a Klasszik sorozat 13. köteteként az Alinea Kiadó. A Hullámok című regény 1978-ban hagyta el a nyomdát az Európa Kiadó jóvoltából. 2004-ben Tandori Dezső fordításával is kiadták, ám 2015-ben a Klasszik sorozat szerkesztői újra csak Mátyás Sándor fordítását vették alapul.
Fordítástechnikai szempontból mindkét mű nehéz. Az írónő ugyanis nem hagyományos értelemben vett regényeket írt. A modern lélektani regény egyik képviselőjeként gondolatfolyamokból, érzésekből, elvont benső látomásokból összeálló alkotásai az újdonság erejével hatottak. Polner Zoltán a következőképpen értékelte a fordító munkáját:
Mátyás Sándor rendkívül gondos és szemléletes fordítása teljes mértékben visszaadja az író törekvéseit, és jelzi, hogy miképpen kívánja megújítani az író a regényt e század első évtizedeiben.

## Kitüntetései

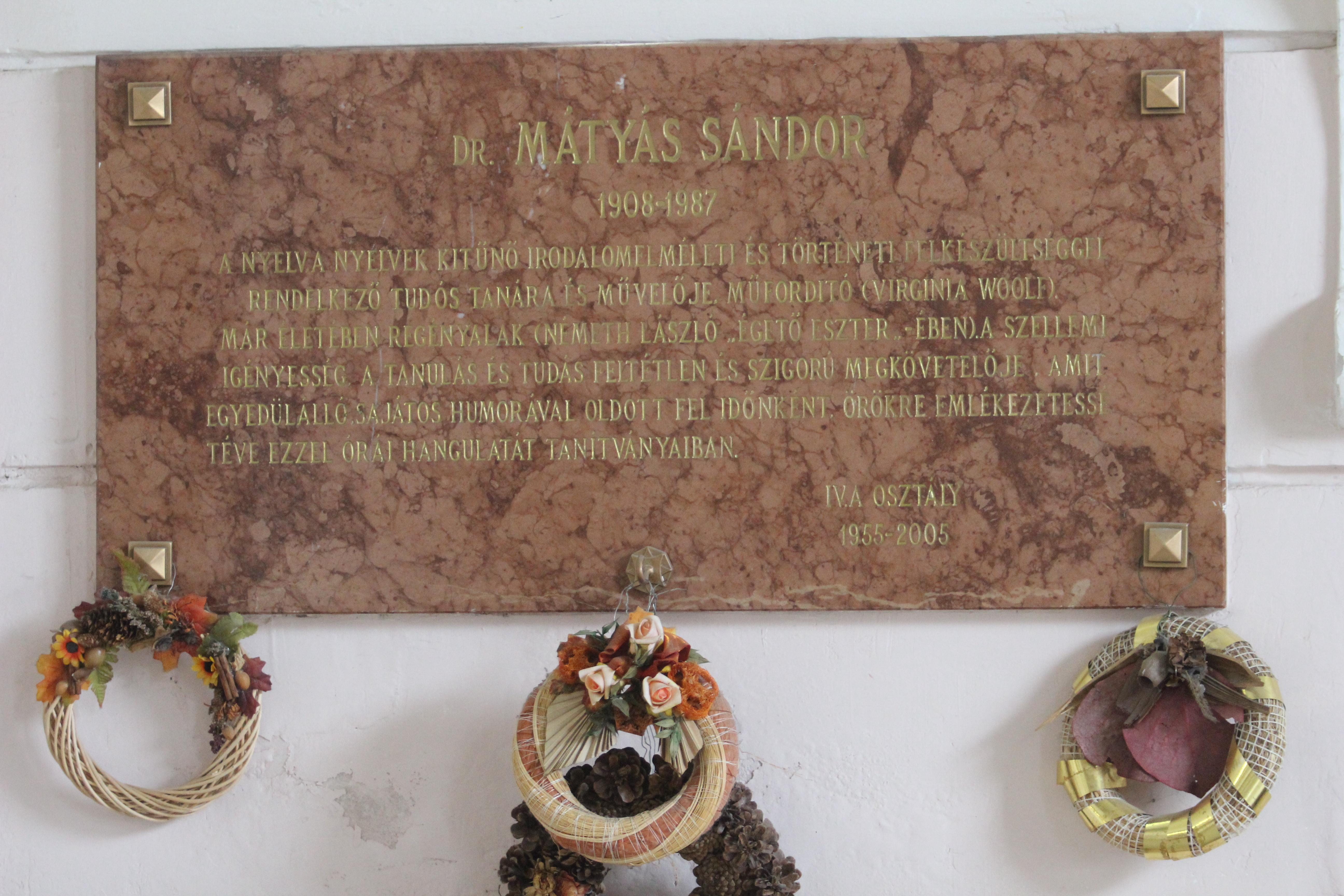
Mátyás Sándor (1908–1987) emléktáblája a gimnáziumban

- Oktatásügy Kiváló Dolgozója (1968)

## Művei

### Műfordításai
- Francis Jammes: Champetreies et Meditations. (A tenger címen jelent meg). Puszták népe. 1946. 1. sz.; Délsziget. 1946. 1. sz.
- Virginia Woolf : Hullámok. Budapest, Európa, 1978., 1987. (Kriterion, 1987; Alinea, 2015.)
- Virginia Woolf: A világítótorony. Budapest, Magvető, 1971. (Európa, 1987., Alinea, 2014.)